# Мьяццина
Мьяццина (итал. Miazzina) — коммуна в Италии, располагается в регионе Пьемонт, в провинции Вербано-Кузьо-Оссола.
Население составляет 420 человек (2008 г.), плотность населения составляет 20 чел./км². Занимает площадь 21 км². Почтовый индекс — 28056. Телефонный код — 0323.
Покровительницей коммуны почитается святая Лючия Сиракузская, празднование 13 декабря.

## Демография
Динамика населения:

## Администрация коммуны
- Официальный сайт: